# Sardinian International Championships 2004
Il Sardinian International Championships 2004 è stato un torneo di tennis facente parte della categoria ATP Challenger Series nell'ambito dell'ATP Challenger Series 2004. Il torneo si è giocato a Cagliari in Italia dal 15 al 22 marzo 2004 su campi in terra rossa.

## Vincitori

### Singolare
Didac Perez-Minarro ha battuto in finale  Marc López con il punteggio di 6–4, 6–1

### Doppio
Tomas Behrend /  Giorgio Galimberti hanno battuto in finale  Werner Eschauer /  Daniel Köllerer con il punteggio di 6–2, 6–1